# Elezioni regionali in Friuli-Venezia Giulia del 2008
Le elezioni regionali del 2008 in Friuli Venezia Giulia si sono tenute il 13 e 14 aprile 2008. Sono state le decime nella storia della regione, e le seconde con l'elezione diretta del Presidente della Giunta regionale.
È stato eletto alla presidenza Renzo Tondo, sostenuto dal centro-destra, che ha sconfitto il presidente uscente Riccardo Illy, sostenuto da Intesa Democratica, precedendolo per circa 58.000 preferenze. Tondo era già stato presidente della regione tra il 2001 e il 2003.
Tra le liste il partito che ha ottenuto il maggior numero di voti è stato il Popolo della Libertà, col 33,02%; il PDL ha preceduto il Partito Democratico, al 29,93% e la Lega Nord al 12,93%. Tra i gruppi di liste il Centro-destra ha ottenuto il 53,60% contro il 46,40% di Intesa Democratica.
Gli elettori chiamati al voto sono stati 1.092.901, suddivisi in 1.378 sezioni. Si sono recati al voto 790.492 cittadini, pari al 72,33% degli aventi diritto.
Le elezioni per il rinnovo del Consiglio Regionale sono avvenute contestualmente alle elezioni politiche, come già avvenuto nel 1983. Per garantire questo accoppiamento, il presidente uscente, Riccardo Illy, aveva deciso di dimettersi prima della fine del suo mandato. Le elezioni regionali sono state inoltre accorpate con quelle per i rinnovi dei consigli di otto comuni (tra cui Udine), e quello della provincia di Udine.

## Sistema elettorale

### Riforma del 2007
Queste sono state le prime elezioni regionali del Friuli-Venezia Giulia a svolgersi in base al nuovo sistema elettorale introdotto dalla Legge regionale del 1º marzo 2007 nr. 17, attuativa della riforma dello statuto regionale del 2001: infatti, mentre per le prime otto legislature il Consiglio è stato eletto con un sistema proporzionale in base ai principi dello statuto originario del 1963, quelle della IX legislatura, che si sono svolte nel giugno 2003, vennero effettuate in base ai nuovi principi statutari, introdotti dalla riforma del 2001, ma applicando la normativa transitoria stabilita dalla stessa riforma, non essendo allora ancora entrata in vigore la legge regionale attuativa di tali nuovi principi.

### Natura del sistema elettorale
Il nuovo sistema elettorale regionale si differenzia da quello transitorio in quanto non divide i seggi tra una quota proporzionale e una maggioritaria e non prevede più le liste regionali.
Ciascun candidato alla carica di presidente è collegato con un gruppo di liste. Il gruppo deve essere presente in almeno tre circoscrizioni elettorali. Più gruppi di liste possono collegarsi al medesimo candidato alla carica di presidente. Viene prevista una "riserva di genere": ogni lista circoscrizionale non può comprendere più del 60 per cento di candidati dello stesso genere.
Viene posto il limite dei due mandati consecutivi per il presidente e quello dei tre mandati per i consiglieri.
Le norme sul procedimento elettorale vengono stabilite dalla Legge Regionale 28/2007.
Secondo la legge elettorale viene eletto Presidente il candidato che ha ottenuto il maggior numero di voti validi.
In merito all'attribuzione dei seggi alle singole liste, vengono ammesse alla ripartizione qualora si trovano nelle seguenti tre condizioni:
- abbiano ottenuto almeno il 4% dei voti su base regionale;
- abbiano ottenuto almeno l'1,5% su base regionale e faccia parte di una coalizione che abbia ottenuto almeno il 15%;
- abbiano ottenuto in una circoscrizione pari ad almeno il 20% dei voti.

L'Ufficio centrale regionale deve verificare se la distribuzione proporzionale dei seggi soddisfa le seguenti due condizioni:
- il gruppo di liste o la coalizione di gruppi di liste collegate al candidato eletto Presidente ha ottenuto un numero di seggi che, considerando anche il seggio già attribuito al candidato eletto Presidente, corrisponde al 60% per cento dei seggi del Consiglio, nel caso in cui il Presidente sia stato eletto con più del 45% dei voti o almeno al 55% dei seggi, nel caso in cui il Presidente sia stato eletto con una percentuale di voti pari o inferiore al 45%;
- il gruppo o i gruppi di liste non collegati al candidato eletto Presidente hanno complessivamente ottenuto un numero di seggi che, considerando anche il seggio già attribuito al candidato Presidente primo dei non eletti, corrisponde al 40% dei seggi del Consiglio.

Nel caso in cui risulti che il gruppo di liste o la coalizione di gruppi di liste collegate candidato eletto Presidente ha ottenuto un numero di seggi inferiore al 60% o al 55%, scatta il “premio di maggioranza” che comporta l'attribuzione ai gruppi di liste di maggioranza della prescritta percentuale di seggi e l'attribuzione dei restanti seggi agli altri gruppi di liste.
Nel caso in cui dalla verifica risulti che il gruppo o i gruppi di liste non collegati al candidato eletto Presidente hanno ottenuto un numero di seggi inferiore al 40%, scatta la “garanzia per le minoranze”, che comporta l'attribuzione ai gruppi di liste di minoranza del 40% dei seggi e l'attribuzione dei restanti seggi agli altri gruppi di liste.

### Seggio alla minoranza slovena
Nel caso in cui un gruppo di liste espressione della minoranza slovena non abbia ottenuto almeno un seggio per effetto delle operazioni di attribuzione dei seggi, le operazioni devono essere ripetute, a condizione che il gruppo di liste:
- abbia dichiarato, in occasione della presentazione delle candidature, il collegamento con un altro gruppo di liste della medesima coalizione;
- abbia ottenuto una cifra elettorale regionale non inferiore all'1% dei voti validi.

Nel ripetere le operazioni di attribuzione dei seggi, l'Ufficio centrale regionale somma le cifre elettorali del gruppo di liste espressivo della minoranza slovena e del gruppo di liste con lo stesso collegato, considerando i due gruppi come un unico gruppo.
Uno dei seggi così ottenuti dall'insieme costituito dai due gruppi è attribuito al gruppo espressivo della minoranza slovena.

### Ripartizione in circoscrizioni
Il territorio regionale è diviso in 5 circoscrizioni: Trieste, Gorizia, Pordenone (con territori che corrispondono a quello delle relative provincie), Udine e Tolmezzo.
Il numero totale dei seggi consiliari è stabilito in base all'art. 13, secondo comma, dello statuto, che determina tale numero in ragione di uno ogni 20.000 abitanti o frazioni superiori a 10.000 abitanti, secondo i dati ufficiali dell'ultimo censimento. In questo caso il numero di consiglieri da eleggere è stato fissato in 57.
A tale numero di seggi consiliari sono detratti i due seggi riservati al Presidente, e al primo dei candidati alla Presidenza, non eletto.

### Modalità di voto
La legge prevede tre possibili modalità di espressione del voto:
- Scelta del solo candidato presidente. Si traccia un segno sul nome del candidato presidente o sul simbolo associato al nome. In questo caso il voto non si estende alle liste collegate, anche nel caso vi sia una sola lista.
- Scelta del candidato presidente e di una lista. Si traccia un segno sul nome del candidato presidente o sul simbolo associato al nome e un segno sul simbolo della lista. Nel caso in cui si tracci solo un segno sul simbolo della lista, il voto si estende anche al candidato presidente ad essa collegato. È possibile anche effettuare il voto disgiunto tracciano un segno sul nome di un candidato presidente o sul simbolo associato al nome e un segno sul simbolo di una lista ad esso non collegata.
- Scelta del candidato presidente, di una lista e di un candidato consigliere. Si traccia un segno sul nome del candidato presidente o sul simbolo associato al nome, un segno sul simbolo della lista e si scrive il cognome del candidato consigliere a fianco del simbolo della lista. Il candidato consigliere deve fare parte della lista. Nel caso si scriva solo il cognome del candidato consigliere, il voto si estende sia alla lista che al candidato presidente ad essa collegato.

Le operazioni di votazione si svolgono la domenica dalle 08:00 alle 22:00 e il lunedì dalle 07:00 alle 15:00.

## Principali avvenimenti

### Scelta della data
Il 12 febbraio 2008 il Presidente della Regione, Riccardo Illy, ha comunicato le proprie dimissioni: tali dimissioni determinano di diritto lo scioglimento anticipato del Consiglio regionale, a decorrere dalla data della loro comunicazione al Consiglio.
Lo scioglimento anticipato ha determinato inoltre l'obbligo per il Presidente di indire le nuove elezioni. Lo statuto regionale prevede che il decreto di indizione debba essere pubblicato non oltre il 45º giorno antecedente alla data stabilita per le elezioni.
Lo stesso giorno in cui è cessata la legislatura, la Giunta regionale, con deliberazione n. 419, ha fissato la data delle elezioni del nuovo Consiglio e del Presidente della Regione, per domenica 13 aprile e lunedì 14 aprile 2008, in contemporanea con le elezioni politiche.

## Composizione degli schieramenti e delle candidature

### Intesa democratica
La coalizione di centro-sinistra, denominata Intesa Democratica, era composta non solo della coppia Partito Democratico e dell'Italia dei Valori (che sostenevano assieme anche Walter Veltroni nelle contemporanee elezioni politiche), ma si è allargata anche a La Sinistra l'Arcobaleno, che invece alle politiche sosteneva Fausto Bertinotti. Accanto a tali partiti erano presenti anche due movimenti di estrazione locale: la Slovenska Skupnost, partito di espressione della minoranza slovena, e la lista dei Cittadini per il Presidente.
Il candidato della coalizione è stato il presidente uscente, Riccardo Illy. Illy ha sciolto il nodo della sua ricandidatura nel febbraio 2008.

### Coalizione di centro-destra
La coalizione di centro-destra ha raggruppato non solo Il Popolo della Libertà e la Lega Nord, alleati anche per le politiche, ma anche l'Unione di Centro, che alle politiche ha corso autonoma. A questi tre partiti si è aggregato il Partito Pensionati, che nelle regionali del 2003 aveva sostenuto la candidatura di Riccardo Illy.
Il candidato della coalizione è stato Renzo Tondo, già presidente della regione tra il 2001 e il 2003. Inizialmente la Lega Nord non avevo però escluso la possibilità di correre con un proprio candidato, o anche di sostenere Illy.
La legge elettorale non prevede alcuna forma di elezioni primarie, lasciando quindi ai partiti la libertà di procedere o meno a tale forma di selezione delle candidature presidenziali.

## I candidati alla presidenza

### Candidature ammesse
I candidati alla presidenza del Friuli Venezia Giulia sono stati:
- Riccardo Illy per Intesa Democratica, composta da Partito Democratico, Italia dei Valori, Slovenska Skupnost, Cittadini per il Presidente e La Sinistra l'Arcobaleno
- Renzo Tondo per Il Popolo della Libertà, Lega Nord, Partito Pensionati e Unione di Centro.

### Candidature escluse
La commissione elettorale ha rigettato le candidature di Gioacchino Basile e di Valeria Grillo. Il primo era stato proposto dagli "Amici di Beppe Grillo", mentre la seconda da "Autonomia per la nostra terra". Entrambi avevano depositato un numero di firme considerato insufficiente.
Anche due liste sono stati escluse dalla competizione elettorale, il Nuovo PSI e La Destra-Fiamma Tricolore, che avrebbero supportato Renzo Tondo.
La Destra-Fiamma Tricolore è stata esclusa per non aver depositato il numero di firme previsto, mentre il nuovo PSI non è stato ammesso per non aver raccolto abbastanza firme per la circoscrizioni di Tolmezzo e Gorizia, e per la presentazione in quella di Pordenone di una candidata troppo giovane, l'esclusione della quale ha determinato il mancato rispetto delle quote rosa imposte per legge.

### Candidature ipotizzate
Inizialmente La Destra-Fiamma Tricolore aveva ipotizzato la candidatura di Sergio Cosma, che successivamente ha deciso di correre solo per le contestuali elezioni politiche.

## Numeri e costi delle elezioni

### Affluenza
Gli elettori chiamati al voto sono 1.092.901, suddivisi in 1.378 sezioni (276 per la circoscrizione di Trieste, 155 per quella di Gorizia, 497 a Udine, 126 per Tolmezzo e 324 in quella di Pordenone). Si sono recati al voto 790.277 elettori, con un'affluenza del 72,33%, contro il 64,24% delle regionali del 2003.
Il comune, nel quale l'affluenza è stata più elevata, è stato San Pier d'Isonzo, in provincia di Gorizia, col 83,83%, mentre il comune con l'affluenza più ridotta è stato Tramonti di Sopra, in provincia di Pordenone col 41,18%. Tra i capoluoghi di provincia quello che ha registrato l'affluenza più alta è stato Udine, ove si votava anche per il rinnovo del consiglio comunale, col 77,54%, mentre quello con la più bassa partecipazione al voto è stato Trieste col 69,29%.

### Schede bianche e nulle
Le schede bianche sono state 11.245 (pari al 1,42% dei voti espressi), le schede nulle sono state 18.313 (pari al 2,32%), mentre i voti contestati o non assegnati sono 225.

### Tabella riepilogativa
I dati sull'affluenza sono qui riepilogati:
| Circoscrizione | Aventi diritto | Affluenza        | Affluenza        | Affluenza        | Affluenza        | Voti validi per presidente | Voti validi per le liste | Schede Bianche | Schede Nulle/Contestate |
| Circoscrizione | Aventi diritto | ore 12           | ore 19           | ore 22           | Finale           | Voti validi per presidente | Voti validi per le liste | Schede Bianche | Schede Nulle/Contestate |
| -------------- | -------------- | ---------------- | ---------------- | ---------------- | ---------------- | -------------------------- | ------------------------ | -------------- | ----------------------- |
| Trieste        | 212.869        | 36.301 (17,50%)  | 95.444 (44,84%)  | 112.854 (53,02%) | 149.330 (70,15%) | 144.730 (96,92%)           | 102.778                  | 1.439 (0,96%)  | 3.164 (1,88 %)          |
| Gorizia        | 121.330        | 20.920 (17,24%)  | 59.748 (49,24%)  | 71.563 (58,98%)  | 93.917 (77,41%)  | 90.306 (96,16%)            | 68.871                   | 1.292 (1,38%)  | 2.319 (2,47 %)          |
| Udine          | 405.504        | 65.027 (16,04%)  | 185.601 (45,77%) | 228.343 (56,31%) | 299.532 (73,86%) | 287.125 (95,85%)           | 210.923                  | 5.090 (1,70%)  | 7.304 (2,44%)           |
| Tolmezzo       | 82.430         | 11.055 (13,41%)  | 31.800 (38,58%)  | 39.202 (47,56%)  | 52.786 (64,04%)  | 50.260 (95,22%)            | 37.739                   | 867 (1,64%)    | 1.658(3,14%)            |
| Pordenone      | 270.768        | 42.118 (17,24%)  | 126.094 (46,57%) | 154.156 (56,93%) | 194.927 (71,92%) | 188.073 (96,49%)           | 146.319                  | 2.557 (1,32%)  | 4.093 (2,10%)           |
| Totale         | 1.092.901      | 175.421 (16,05%) | 498.687 (45,63%) | 606.118 (55,46%) | 790.492 (72,33%) | 760.494 (96,21%)           | 566.630                  | 11.245 (1,42%) | 18.538 (2,35%)          |

## Risultati elettorali
|                                                                 | Renzo Tondo ✔️ Presidente                                       | 409 430                                                         | 53,84 | Il Popolo della Libertà | 187 075 | 33,02 | 21 |  |  |
| Lega Nord                                                       | Renzo Tondo ✔️ Presidente                                       | 409 430                                                         | 53,84 | 73 239                  | 12,93   | 8     |    |  |  |
| Unione di Centro                                                | Renzo Tondo ✔️ Presidente                                       | 409 430                                                         | 53,84 | 34 840                  | 6,15    | 4     |    |  |  |
| Partito Pensionati                                              | Renzo Tondo ✔️ Presidente                                       | 409 430                                                         | 53,84 | 8 561                   | 1,51    | 1     |    |  |  |
|                                                                 | Riccardo Illy                                                   | 351 064                                                         | 46,16 | Partito Democratico     | 169 597 | 29,93 | 15 |  |  |
| La Sinistra l'Arcobaleno                                        | Riccardo Illy                                                   | 351 064                                                         | 46,16 | 32 041                  | 5,65    | 3     |    |  |  |
| Cittadini per il Presidente                                     | Riccardo Illy                                                   | 351 064                                                         | 46,16 | 28 855                  | 5,09    | 2     |    |  |  |
| Italia dei Valori                                               | Riccardo Illy                                                   | 351 064                                                         | 46,16 | 25 414                  | 4,49    | –     |    |  |  |
| Slovenska Skupnost                                              | Riccardo Illy                                                   | 351 064                                                         | 46,16 | 7 008                   | 1,24    | –     |    |  |  |
| Seggio assegnato al candidato presidente classificatosi secondo | Seggio assegnato al candidato presidente classificatosi secondo | Seggio assegnato al candidato presidente classificatosi secondo | 46,16 | 1                       |         |       |    |  |  |
| Totale                                                          | Totale                                                          | 760 494                                                         | 100   |                         | 566 630 | 100   | 57 |  |  |
|                                                                 |                                                                 |                                                                 |       |                         |         |       |    |  |  |
| Schede bianche                                                  | Schede bianche                                                  | 11 245                                                          | 1,42  |                         |         |       |    |  |  |
| Schede nulle                                                    | Schede nulle                                                    | 18 313                                                          | 2,32  |                         |         |       |    |  |  |
| Votanti                                                         | Votanti                                                         | 790 492                                                         | 72,33 |                         |         |       |    |  |  |
| Elettori                                                        | Elettori                                                        | 1 092 901                                                       |       |                         |         |       |    |  |  |
|                                                                 |                                                                 |                                                                 |       |                         |         |       |    |  |  |
| Fonte: Regione Autonoma Friuli Venezia Giulia                   |                                                                 |                                                                 |       |                         |         |       |    |  |  |

### Candidati eletti
| Collegio              | Lista                       | Eletto                    | Preferenze |
| --------------------- | --------------------------- | ------------------------- | ---------- |
| Friuli-Venezia Giulia | Presidente eletto           | Renzo Tondo               | -          |
| Friuli-Venezia Giulia | Secondo classificato        | Riccardo Illy             | -          |
| Trieste               | Il Popolo della Libertà     | Piero Camber              | 2420       |
| Trieste               | Il Popolo della Libertà     | Maurizio Bucci            | 2346       |
| Trieste               | Il Popolo della Libertà     | Alessia Rosolen           | 2293       |
| Trieste               | Il Popolo della Libertà     | Piero Tononi              | 1893       |
| Trieste               | Il Popolo della Libertà     | Bruno Marini              | 1575       |
| Trieste               | Partito Democratico         | Bruno Zvech               | 2036       |
| Trieste               | Partito Democratico         | Franco Codega             | 1997       |
| Trieste               | Partito Democratico         | Sergio Lupieri            | 1844       |
| Trieste               | Sinistra Arcobaleno         | Igor Kocijancic           | 1077       |
| Trieste               | Cittadini per il Presidente | Stefano Alunni Barbarossa | 819        |
| Trieste               | Slovenska Skupnost          | Igor Gabrovec             | 758        |
| Trieste               | Unione di Centro            | Edoardo Sasco             | 563        |
| Gorizia               | Partito Democratico         | Giorgio Brandolin         | 2172       |
| Gorizia               | Partito Democratico         | Franco Brussa             | 1987       |
| Gorizia               | Il Popolo della Libertà     | Gaetano Valenti           | 2501       |
| Gorizia               | Il Popolo della Libertà     | Roberto Marin             | 1795       |
| Gorizia               | Lega Nord                   | Federico Razzini          | 577        |
| Gorizia               | Sinistra Arcobaleno         | Roberto Antonaz           | 705        |
| Udine                 | Il Popolo della Libertà     | Paride Cargnelutti        | 3056       |
| Udine                 | Il Popolo della Libertà     | Massimo Blasoni           | 2905       |
| Udine                 | Il Popolo della Libertà     | Roberto Novelli           | 2558       |
| Udine                 | Il Popolo della Libertà     | Roberto Asquini           | 2119       |
| Udine                 | Il Popolo della Libertà     | Daniele Galasso           | 1895       |
| Udine                 | Il Popolo della Libertà     | Alessandro Colautti       | 1741       |
| Udine                 | Il Popolo della Libertà     | Paolo Ciani               | 1572       |
| Udine                 | Partito Democratico         | Giorgio Baiutti           | 3723       |
| Udine                 | Partito Democratico         | Mauro Travanut            | 3081       |
| Udine                 | Partito Democratico         | Franco Iacop              | 3057       |
| Udine                 | Partito Democratico         | Alessandro Tesini         | 2992       |
| Udine                 | Partito Democratico         | Paolo Menis               | 2447       |
| Udine                 | Partito Democratico         | Annamaria Menosso         | 2052       |
| Udine                 | Lega Nord                   | Claudio Violino           | 1438       |
| Udine                 | Lega Nord                   | Maurizio Franz            | 1107       |
| Udine                 | Lega Nord                   | Ugo De Mattia             | 340        |
| Udine                 | Unione di Centro            | Roberto Molinaro          | 1529       |
| Udine                 | Unione di Centro            | Romano Giorgio Venier     | 1351       |
| Udine                 | Sinistra Arcobaleno         | Stefano Pustetto          | 656        |
| Udine                 | Italia dei Valori           | Carlo Monai               | 1125       |
| Udine                 | Partito Pensionati          | Luigi Ferone              | 166        |
| Tolmezzo              | Partito Democratico         | Enzo Marsilio             | 2598       |
| Tolmezzo              | Il Popolo della Libertà     | Franco Baritussio         | 1474       |
| Tolmezzo              | Il Popolo della Libertà     | Luigi Cacitti             | 1471       |
| Tolmezzo              | Lega Nord                   | Enore Picco               | 1044       |
| Pordenone             | Il Popolo della Libertà     | Elio De Anna              | 4024       |
| Pordenone             | Il Popolo della Libertà     | Luca Ciriani              | 2797       |
| Pordenone             | Il Popolo della Libertà     | Antonio Pedicini          | 2572       |
| Pordenone             | Il Popolo della Libertà     | Paolo Santin              | 2502       |
| Pordenone             | Il Popolo della Libertà     | Franco Dal Mas            | 1689       |
| Pordenone             | Partito Democratico         | Gianfranco Moretton       | 7033       |
| Pordenone             | Partito Democratico         | Daniele Gerolin           | 1930       |
| Pordenone             | Partito Democratico         | Paolo Pupulin             | 1902       |
| Pordenone             | Lega Nord                   | Edouard Ballaman          | 2101       |
| Pordenone             | Lega Nord                   | Danilo Narduzzi           | 1407       |
| Pordenone             | Lega Nord                   | Mara Piccin               | 1111       |
| Pordenone             | Unione di Centro            | Maurizio Salvador         | 2538       |
| Pordenone             | Cittadini per il Presidente | Pietro Colussi            | 1497       |
| Pordenone             | Italia dei Valori           | Alessandro Corazza        | 547        |

## Analisi del voto

### Rapporto tra voto di lista e voto al presidente
Renzo Tondo ha prevalso su Riccardo Illy per 58.366 voti, ovvero una differenza dello 7,68%. A livello di liste il centro-destra, che sosteneva Tondo, ha ottenuto 40.800 voti in più della coalizione che ha sostenuto il presidente uscente  (differenza del 7,2%).

#### Tabella riepilogativa
| Candidato     | Voti al candidato | Voti alle liste | Differenza |
| ------------- | ----------------- | --------------- | ---------- |
| Riccardo Illy | 351.064           | 262.915         | 88.149     |
| Renzo Tondo   | 409.430           | 303.715         | 105.715    |

### Trend di voto
Il candidato di centro-sinistra Illy ha ottenuto, rispetto alle elezioni regionali del 2003, 5.832 preferenze in meno, passando dal 53,17% al 46,16%, con un calo del 7,01%. Renzo Tondo, invece, rispetto al candidato del centro-destra del 2003, Alessandra Guerra, ha ottenuto 119.059 voti in più: in termini percentuali dal 43,26% al 53,84%, ovvero un aumento del 10,58%.
In termini di coalizioni di liste il centro-destra è aumentato del 6,7%, mentre il centro-sinistra ha subito una riduzione dei consensi del 3,86%.
A livello di singole liste va considerato che in queste elezioni si sono presentati per la prima volta il Partito Democratico, Il Popolo della Libertà e La Sinistra l'Arcobaleno. Il primo, confrontando il suo risultato con quello ottenuto da Democratici di Sinistra e La Margherita, è calato del 1,51%, mentre il PDL, nel confronto con Forza Italia e Alleanza Nazionale, ha subito un decremento dello 0,23%; la Sinistra, confrontata coi risultati di Rifondazione Comunista, Partito dei Comunisti Italiani e Verdi, ha subito un calo del 2,26%. La Lega Nord ha visto un aumento del 3,6%, l'Italia dei valori uno del 2,99%, mentre hanno visto calare i consensi i Cittadini per il Presidente del 2,43%.

### Analisi territoriale
Riccardo Illy è risultato il più votato nelle circoscrizioni di Trieste (con un vantaggio di circa 1.600 voti) e di Gorizia, con un margine di oltre 5.000 preferenze. Tondo è prevalso nelle circoscrizioni di Udine (con oltre 30.000 voti di vantaggio), di Tolmezzo (con un margine di oltre 2.000 voti) e di Pordenone (con un vantaggio di oltre 32.000 preferenze).
A livello comunale Illy ha vinto nella quasi totalità dei comuni della provincia di Gorizia (eccezion fatta per il capoluogo, Grado e altri 5 comuni), in quella di Trieste (escluso il capoluogo), nella Bassa friulana orientale, a Udine, in Carnia e in Canal del Ferro. Tondo è prevalso nella quasi completezza dei comuni della provincia di Pordenone (esclusa la fascia prealpina), nella Bassa occidentale, nel medio Friuli, nelle valli del Natisone e nella Val Canale.

### Tabelle riepilogative
| Candidato     | Voti e percentuali | Voti e percentuali | Voti e percentuali | Voti e percentuali | Voti e percentuali |
| ------------- | ------------------ | ------------------ | ------------------ | ------------------ | ------------------ |
| Candidato     | Trieste            | Gorizia            | Udine              | Tolmezzo           | Pordenone          |
| Renzo Tondo   | 71.548 (49,44%)    | 42.548 (47,12%)    | 158.691 (55,27%)   | 26.308 (52,34%)    | 110.335 (58,67%)   |
| Riccardo Illy | 73.182 (50,56%)    | 47.758 (52,88%)    | 128.434 (44,73%)   | 23.952 (47,66%)    | 77.738 (41,33%)    |

| Coalizione         | Voti e percentuali | Voti e percentuali | Voti e percentuali | Voti e percentuali | Voti e percentuali |
| ------------------ | ------------------ | ------------------ | ------------------ | ------------------ | ------------------ |
| Coalizione         | Trieste            | Gorizia            | Udine              | Tolmezzo           | Pordenone          |
| Centro-destra      | 51.866 (50,46%)    | 31.238 (45,36%)    | 115.953 (54,97%)   | 19.790 (54,22%)    | 84.868 (58,00%)    |
| Intesa Democratica | 50.912 (49,54%)    | 37.633 (54,64%)    | 94.970 (45,03%)    | 17.949 (47,56%)    | 61.451 (42,00%)    |

### Distribuzione del voto nelle maggiori città
| Candidato | Candidato     | Voti e percentuali | Voti e percentuali | Voti e percentuali | Voti e percentuali |
| --------- | ------------- | ------------------ | ------------------ | ------------------ | ------------------ |
| Candidato | Candidato     | Trieste            | Gorizia            | Udine              | Pordenone          |
|           | Renzo Tondo   | 63.107 (50,72%)    | 12.362 (55,04%)    | 29.546 (49,36%)    | 16.315 (53,79%)    |
|           | Riccardo Illy | 61.316 (49,28%)    | 10.097 (44,96%)    | 30.314 (50,64%)    | 14.014 (46,21%)    |

| Coalizione | Coalizione         | Voti e percentuali | Voti e percentuali | Voti e percentuali | Voti e percentuali |
| ---------- | ------------------ | ------------------ | ------------------ | ------------------ | ------------------ |
| Coalizione | Coalizione         | Trieste            | Gorizia            | Udine              | Pordenone          |
|            | Centro-destra      | 45.699 (52,07%)    | 9.492 (55,14%)     | 20.668 (49,31%)    | 12.456 (53,19%)    |
|            | Intesa Democratica | 42.061 (47,93%)    | 7.721 (44,85%)     | 21.243 (50,68%)    | 10.960 (46,81%)    |

## Esito delle elezioni
Il 19 aprile 2008 Renzo Tondo è stato proclamanto nuovo Presidente del Friuli-Venezia Giulia. Il 30 aprile Tondo ha presentato la sua giunta, composta da 10 assessori.
L'esponente della Lega Nord, Edouard Ballaman, è eletto il 6 maggio Presidente del Consiglio Regionale. Il 28 settembre 2010, al posto del dimissionario Ballaman, l'Assemblea ha eletto nuovo Presidente Maurizio Franz.

### Tabella riepilogativa
| N. | Ritratto | Ritratto | Nome (Nascita-Morte) | Mandato        | Mandato        | Partito                              | Giunta   | Composizione                          |
| -- | -------- | -------- | -------------------- | -------------- | -------------- | ------------------------------------ | -------- | ------------------------------------- |
| 1º |          |          | Renzo Tondo (1956-)  | 19 aprile 2008 | 25 aprile 2013 | Forza Italia Il Popolo della Libertà | Tondo II | FI (3)-AN (3)-LN (2) UdC (1)-Ind. (1) |